# Roadracing-VM 1990
Världsmästerskapen i Roadracing 1990 arrangerades av Internationella motorcykelförbundet och innehöll klasserna 500GP, 250GP och 125GP i Grand Prix-serien samt Superbike och Sidvagn. VM-titlar delades ut till bästa förare och till bästa konstruktör. Grand Prix-serien kördes över 15 deltävlingar. Sveriges Grand Prix på Anderstorp kördes för sista gången. Endurance hade inte VM-status 1989-90, utan kördes som "FIM cup". Vann båda åren gjorde Alex Viera.
| Klass     | Mästare individuellt                        | Mästare konstruktörer |
| --------- | ------------------------------------------- | --------------------- |
| 500GP     | Wayne Rainey (Yamaha)                       | Yamaha                |
| 250GP     | John Kocinski (Yamaha)                      | Yamaha                |
| 125GP     | Loris Capirossi (Honda)                     | Honda                 |
| Superbike | Raymond Roche (Ducati)                      | Honda                 |
| Sidvagn   | / Alain Michel/Simon Birchall (LCR-Krauser) | LCR-Krauser           |

## 500 GP
Wayne Rainey tog sin första titel i suverän stil och vann sju tävlingar.

### Delsegrare
| Bana           | Vinnare        | Märke  |
| -------------- | -------------- | ------ |
| Suzuka         | Wayne Rainey   | Yamaha |
| Laguna Seca    | Wayne Rainey   | Yamaha |
| Jerez          | Wayne Gardner  | Honda  |
| Misano         | Wayne Rainey   | Yamaha |
| Nürburgring    | Kevin Schwantz | Suzuki |
| Salzburgring   | Kevin Schwantz | Suzuki |
| Rijeka         | Wayne Rainey   | Yamaha |
| Assen          | Kevin Schwantz | Suzuki |
| Spa            | Wayne Rainey   | Yamaha |
| Le Mans        | Kevin Schwantz | Suzuki |
| Donington Park | Kevin Schwantz | Suzuki |
| Anderstorp     | Wayne Rainey   | Yamaha |
| Brno           | Wayne Rainey   | Yamaha |
| Hungaroring    | Mick Doohan    | Honda  |
| Phillip Island | Wayne Gardner  | Honda  |

### Slutställning
| Plats | Förare               | Team                | Poäng |
| ----- | -------------------- | ------------------- | ----- |
| 1     | Wayne Rainey         | Marlboro Yamaha     | 255   |
| 2     | Kevin Schwantz       | Lucky Strike Suzuki | 188   |
| 3     | Mick Doohan          | Rothmans Honda      | 179   |
| 4     | Niall Mackenzie      | Lucky Strike Suzuki | 140   |
| 5     | Wayne Gardner        | Rothmans Honda      | 138   |
| 6     | Juan Garriga         | Ducados Yamaha      | 126   |
| 7     | Eddie Lawson         | Marlboro Yamaha     | 118   |
| 8     | Jean-Philippe Ruggia | Gauloises Yamaha    | 110   |

## 250GP

### Delsegrare
| Bana           | Vinnare          | Märke  |
| -------------- | ---------------- | ------ |
| Suzuka         | Luca Cadalora    | Yamaha |
| Laguna Seca    | John Kocinski    | Yamaha |
| Jerez          | John Kocinski    | Yamaha |
| Misano         | John Kocinski    | Yamaha |
| Nürburgring    | Wilco Zeelenberg | Honda  |
| Salzburgring   | Luca Cadalora    | Yamaha |
| Rijeka         | Carlos Cardús    | Honda  |
| Assen          | John Kocinski    | Yamaha |
| Spa            | John Kocinski    | Yamaha |
| Le Mans        | Carlos Cardús    | Honda  |
| Donington Park | Luca Cadalora    | Yamaha |
| Anderstorp     | Carlos Cardús    | Honda  |
| Brno           | Carlos Cardús    | Honda  |
| Hungaroring    | John Kocinski    | Yamaha |
| Phillip Island | John Kocinski    | Yamaha |

### Slutställning
| Plats | Förare           | Märke   | Poäng |
| ----- | ---------------- | ------- | ----- |
| 1     | John Kocinski    | Yamaha  | 223   |
| 2     | Carlos Cardús    | Honda   | 208   |
| 3     | Luca Cadalora    | Yamaha  | 184   |
| 4     | Helmut Bradl     | Honda   | 150   |
| 5     | Wilco Zeelenberg | Honda   | 127   |
| 6     | Martin Wimmer    | Aprilia | 118   |

## 125GP
Den sjuttonårige Loris Capirossi blev tidernas yngste mästare i Roadracing, då han vann 125GP, efter två avgörande segrar i de sista loppen.

### Delsegrare
| Bana           | Vinnare         | Märke |
| -------------- | --------------- | ----- |
| Suzuka         | Hans Spaan      | Honda |
| Jerez          | Jorge Martínez  | Derbi |
| Misano         | Jorge Martínez  | Derbi |
| Nürburgring    | Doriano Romboni | Honda |
| Salzburgring   | Jorge Martínez  | Derbi |
| Rijeka         | Stefan Prein    | Honda |
| Assen          | Doriano Romboni | Honda |
| Spa            | Hans Spaan      | Honda |
| Le Mans        | Hans Spaan      | Honda |
| Donington Park | Loris Capirossi | Honda |
| Anderstorp     | Hans Spaan      | Honda |
| Brno           | Hans Spaan      | Honda |
| Hungaroring    | Loris Capirossi | Honda |
| Phillip Island | Loris Capirossi | Honda |

### Slutställning
| Plats | Förare          | Märke | Poäng |
| ----- | --------------- | ----- | ----- |
| 1     | Loris Capirossi | Honda | 182   |
| 2     | Hans Spaan      | Honda | 173   |
| 3     | Stefan Prein    | Honda | 169   |
| 4     | Doriano Romboni | Honda | 130   |
| 5     | Dirk Raudies    | Honda | 113   |
| 6     | Jorge Martínez  | Derbi | 105   |